# Steve Asheim
Steve Asheim (ur. 17 stycznia 1970) – amerykański muzyk, kompozytor i multiinstrumentalista. Asheim znany jest z wieloletnich występów jako perkusista w zespole Deicide. Od 2006 roku muzyk występował również w grupie Council of the Fallen. Po roku zespół ten jednak rozpadł się, a Steve wraz z jego dwoma muzykami założył formację Order of Ennead, z którą wydał do tej pory dwa albumy. 
Muzyk jest endorserem instrumentów firm Pearl i Paiste.